# Holger Eckert
Holger Eckert (* 2. November 1903 in Schneidemühl, Kreis Kolmar i. Posen; † 17. Mai 1993 in Potsdam) war ein deutscher Schauspieler.

## Biografie
Eckert debütierte 1963 unter der Regie von Konrad Petzold in dem DEFA-Spielfilm Jetzt und in der Stunde meines Todes.
Durch seine Rolle als Zeremonienmeister im Märchenfilm Drei Haselnüsse für Aschenbrödel (Tři oříšky pro Popelku) erlangte er 1973 internationale Bekanntheit.
Holger Eckert starb im Mai 1993 im Alter von 89 Jahren in Potsdam.

## Filmografie
- 1963: Jetzt und in der Stunde meines Todes
- 1973: Das unsichtbare Visier – Der römische Weg
- 1973: Drei Haselnüsse für Aschenbrödel (Tři oříšky pro Popelku)
- 1973: Die Brüder Lautensack (TV-Serie, 1 Folge)
- 1974: Ulzana
- 1975: Till Eulenspiegel
- 1977: Der Hasenhüter
- 1977: Unterwegs nach Atlantis
- 1978: Fleur Lafontaine
- 1978: Brandstellen
- 1979: Das Ding im Schloß
- 1980: Archiv des Todes – Das Grab im Schacht
- 1985: Hälfte des Lebens
- 1991: Der Strass